# 北京科学讨论会

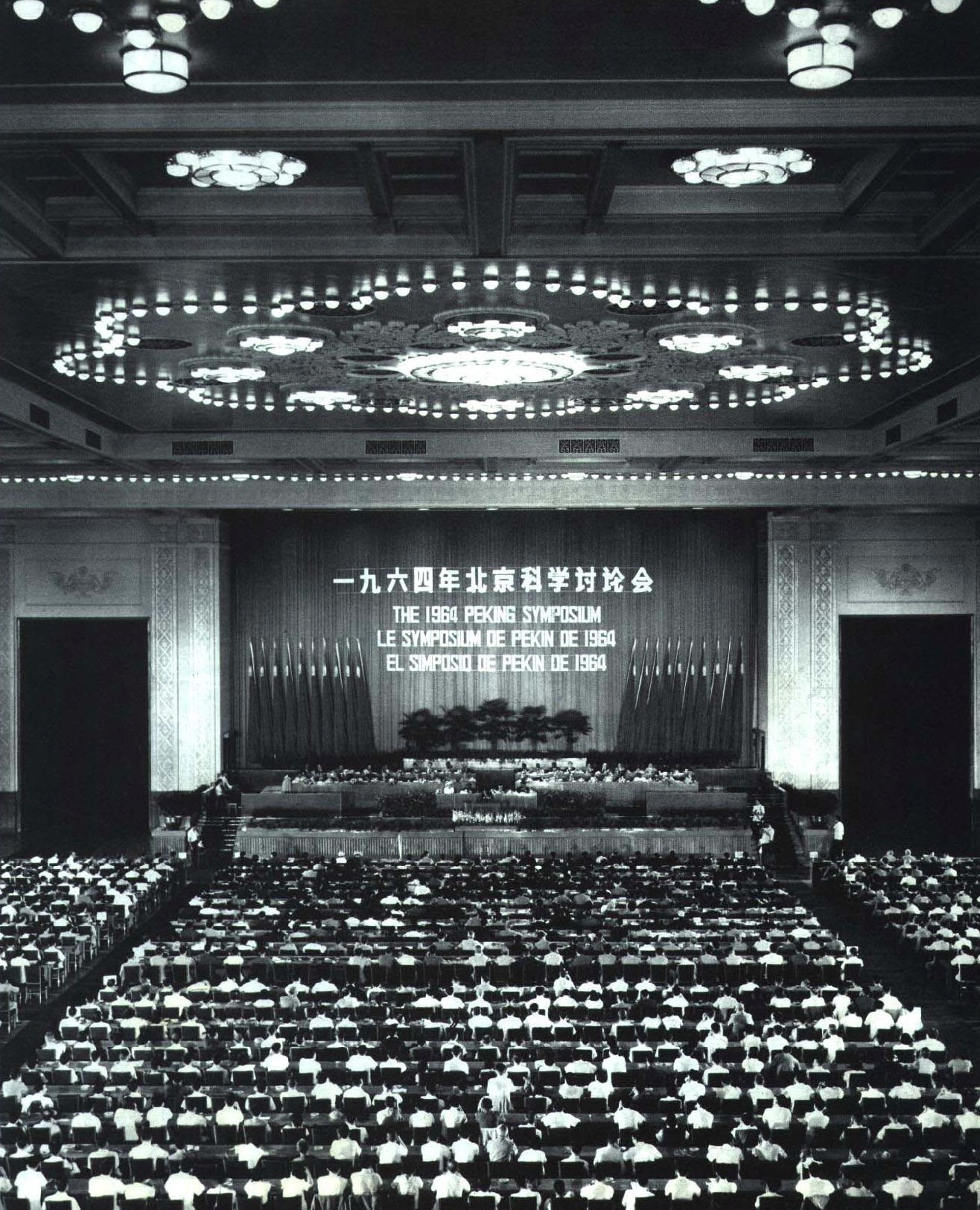
1964年8月22日北京科学讨论会在人民大会堂举行开幕式

北京科学讨论会，又称一九六四年北京科学讨论会，是1964年8月21日至31日在北京举行的大型国际学术会议。由中国科学技术协会和世界科学工作者协会北京中心共同发起召开。 旨在联通亚洲、非洲、拉丁美洲、大洋洲的科技文化交流，会议主题为研讨“有关争取和维护民族独立，发展民族经济和文化，改善和提高人民生活的科学问题”。会议有来自亚洲、非洲、拉丁美洲、大洋洲的44个国家和地区的367位代表参加，共收到论文299篇，论题涉及自然科学和人文社会科学等。会议论文结集出版为《一九六四年北京科学讨论会论文集》。根据会议倡议，1966年又举办了“北京科学讨论会一九六六年暑期物理讨论会”。